# また君と (JAY'EDの曲)
「また君と feat. Ms.OOJA」（またきみと...ふぃーちゃりんぐみすおおじゃ）は、JAY'EDの楽曲。2014年11月12日にUniversal Music Japanから配信限定シングルとしてリリースされた。

## 概要
「また君と feat. Ms.OOJA」はJAY'EDにとって通算8曲目の配信限定シングル。フィーチャリングに女性ヴォーカリストのMs.OOJAを迎えた楽曲。
楽曲リリースに先行して2014年11月6日にミュージックビデオがYouTube上で公開され、11月12日に配信限定シングルとしてリリースされた。楽曲は同日にリリースされたアルバム「JAY'ED WORKS」に収録された。
楽曲は2022年2月16にリリースされたMs.OOJAのコンピレーションアルバム「10th Anniversary Best 〜私たちの主題歌〜」に収録され、3月27日に開催されるMs.OOJA10周年記念ライブにJAY'EDはゲスト出演することが決まった。

## 楽曲解説
JAY'EDが東京Billboard Liveで行っているライブシリーズ「JBL Juke Box Lounge」の2013年回にMs.OOJAがゲストで出演したことで、JAY'EDが改めて彼女の歌声のファンになり、共演のオファーすることになった。
JAY'EDはインタビューで「彼女はすごく歌が上手いと思っているので、お互いのヴォーカリストの部分が引き立つような曲が作れたらなと。あまりビートがガチャガチャ鳴ってない曲をやれたらいいなと思ってたんです。」「サビでガツンと歌うところはMs.OOJAに任せようとか、ブリッジもオイシイところに行ってもらうとか。二人が絡み合いながら最後は高まっていくようにとか、全体の流れや起伏をイメージして作りました。」と語った。
歌詞のテーマは、一度別れた相手との二度目の恋であり、JAY'EDは「イメージしたのは30代のカップル。お互いいろいろ経験してきた中で今度こそ相手ときちんと向き合いたいっていう、その気持ちにフォーカスしたいと思ったんです。切ない曲にはしたくなかったんで、これから何かが始まりそうな予感がするっていうところで曲は終わらせました。」とインタビューで語った。
この楽曲制作の4年後の2018年に、Ms.OOJAの6thアルバム「PROUD」にて再度共演が実現し、アルバム収録曲「朝陽のようなKissをして feat. JAY'ED」が制作された。
「また君と feat. Ms.OOJA」は中国で人気の楽曲となり、Weiboなど中国のSNS上で「名曲」「生で聴いてみたい大好きな1曲」とされるなど多くの強い支持を受け続けた(中国語訳題:再度和你)。リリースから7年後の2021年7月に、Ms.OOJAが2018年時のJAY'EDとの共演ライブ映像を中国語と日本語の歌詞テロップ入りでYouTube上に公開したところ、4ヶ月で100万回再生を超えた。

## 収録曲
| #         | タイトル                   | 作詞           | 作曲            | 編曲      | 時間 |
| --------- | -------------------------- | -------------- | --------------- | --------- | ---- |
| 1.        | 「また君と feat. Ms.OOJA」 | Miyakei/JAY'ED | 橘井健一/JAY'ED | 橘井健一  | 4:08 |
| 合計時間: | 合計時間:                  | 合計時間:      | 合計時間:       | 合計時間: | 4:08 |

## ミュージックビデオ
| 曲名                   | ミュージックビデオ                                                                                    |
| ---------------------- | --- |
| また君と feat. Ms.OOJA | JAY'ED「また君と feat. Ms.OOJA - YouTube                                                              |
| また君と feat. Ms.OOJA | JAY'ED - また君と feat. Ms.OOJA リリックビデオ - YouTube                                              |
| また君と feat. Ms.OOJA | JAY'ED「また君と feat. Ms.OOJA」 from Ms.OOJA Live Tour 2018 PROUD (中国語・日本語歌詞入り) - YouTube |
| また君と feat. Ms.OOJA | Ms.OOJA《再度和你》 - 新浪微博（簡体字中国語）                                                        |
| また君と feat. Ms.OOJA | JAY'ED《再度和你》 feat. Ms.OOJA（また君と）【官方投稿】巡回演唱会2018 PROUD - bilibili（中国語）     |

## 収録アルバム
| # | 楽曲                   | アルバム       | アルバム                                 | アルバム     |
| # | 楽曲                   | 発売年月日     | タイトル                                 | アーティスト |
| - | ---------------------- | -------------- | ---------------------------------------- | ------------ |
| 1 | また君と feat. Ms.OOJA | 2014年11月12日 | JAY'ED WORKS                             | JAY'ED       |
| 1 | また君と feat. Ms.OOJA | 2022年2月16日  | 10th Anniversary Best 〜私たちの主題歌〜 | Ms.OOJA      |